# Phùng Vỹ Trung
Phùng Vỹ Trung (tiếng Anh: Aloysius Pang Wei Chong; 24 tháng 8 năm 1990 - 23 tháng 1 năm 2019) là cố diễn viên, ca sĩ người Singapore.

## Tiểu sử

### Thông tin
Phùng Vỹ Trung sinh ngày 24 tháng 8 năm 1990 tại Singapore. Anh là con út trong gia đình với hai người anh trai. Trước đây anh là một diễn viên nhí nổi tiếng Singapore.
Phùng Vỹ Trung có tên tiếng Trung là 冯伟忠, sau đó anh đã thay đổi ký tự cuối cùng của tên tiếng Trung của mình từ 忠 thành 衷 để trình chiếu cho các chương trình cũ mà anh đã làm với tư cách là một diễn viên nhí, trong khi vẫn giữ nguyên cách phát âm.
Lúc nhỏ, Phùng Vỹ Trung học tại trường công lập Pei Chun và Trường Trung học Dục Anh. Năm 2012, anh tốt nghiệp Trường Đại học SIM với tấm bằng Cao đẳng Quản lí.

### Sự cố say rượu lái xe
Vào khoảng 4 giờ 42 phút rạng sáng ngày 8 tháng 5 năm 2017, Phùng Vỹ Trung lái xe dọc theo đường Jalan Ahmad Ibrahim đến đường Jurong Port, xe đã va vào bờ kè trên một con đường phụ gần trạm xăng ở lối ra của đường cao tốc Ayer Rajah. Khoảng nửa tiếng sau, một người đi xe máy đang đổ xăng gần đó phát hiện bước tới xem và đập vỡ cửa kính để gọi Phùng Vỹ Trung nhưng bên trong không có phản ứng nên đã báo cảnh sát. Cảnh sát cho biết rằng nồng độ cồn trong cơ thể của Phùng Vỹ Trung có tới hơn 55µg cồn trên 100 ml, vượt quá mức quy định là 35µg. Vì vậy Phùng Vỹ Trung bị cáo buộc tội lái xe trong tình trạng say rượu do vi phạm Điểm b Khoản 1 Điều 67 Luật giao thông xa lộ Singapore.
Ngày 18 tháng 5 năm 2017, Phùng Vỹ Trung đăng tải bài viết nhận lỗi trên các trang mạng xã hội và nhận được sự động viên của đông đảo bạn bè cũng như người hâm mộ.
Phùng Vỹ Trung chủ động nhận tội và quyết định không thuê luật sư bào chữa. Anh khai trước tòa rằng anh đã uống 3-4 ly bia trong một khách sạn trước khi rời khỏi vào khoảng 4 giờ sáng và anh đang đi đến nhà của một người bạn ở Corporation Road thì bị bắt. Với tội này, Phùng Vỹ Trung đã bị phạt 2.000 đô và thu hồi bằng lái xe trong 18 tháng.

## Đời sống tình cảm
Phùng Vỹ Trung có bạn gái là nữ nghệ sĩ Hồ Giai Kỳ nhưng cả hai giữ kín mối quan hệ. Đến khi anh qua đời Hồ Giai Kỳ mới công khai và công chúng mới biết được mối quan hệ này. Cặp đôi vốn muốn giữ bí mật về mối quan hệ của mình cho đến khi kết hôn mới công bố trước công chúng, nhưng tiếc rằng ngày đó sẽ không bao giờ đến.
Vài giờ sau khi Phùng Vỹ Trung qua đời, Hồ Giai Ý - chị gái sinh đôi của Hồ Giai Kỳ - đã tiết lộ trong bài đăng trên Instagram rằng sau khi tổ chức tiệc sinh nhật cho hai chị em cô vào ngày 27 tháng 12 năm 2018, Phùng Vỹ Trung và cô trò chuyện rất lâu với nhau. Phùng Vỹ Trung nói với cô rằng anh có kế hoạch kết hôn với Hồ Giai Kỳ vào năm anh 31 tuổi, anh đang làm việc chăm chỉ để kiếm tiền chuẩn bị cho hôn nhân.

## Sự nghiệp
Năm 9 tuổi, Phùng Vỹ Trung tham gia vào lớp diễn xuất của Mediacorp - tập đoàn truyền thông lớn nhất Singapore và được tham gia vào nhiều bộ phim nổi tiếng. Năm 2004, Phùng Vỹ Trung tạm ngừng sự nghiệp diễn xuất sau nhiều lần bị bắt nạt và tập trung vào việc học.
Năm 2012, Phùng Vỹ Trung kí hợp đồng với Mediacorp, trở lại làng giải trí với bộ phim điện ảnh Mùa hè năm đó của đạo diễn Lâm Khôn Huy và nghệ sĩ nổi tiếng Singapore Hứa Chấn Vinh.
Năm 2014, Phùng Vỹ Trung ra mắt với vai trò giám đốc sản xuất bằng cách chỉ đạo video âm nhạc I Understand của ca sĩ có trụ sở tại Singapore Sùng Triết.
Phùng Vỹ Trung đã phát hành đĩa đơn đầu tiên mang tên "Giọt lệ màu đen" (黑色眼泪) vào năm 2015. Đồng thời thông báo sẽ đóng vai chính trong bộ phim điện ảnh có chủ đề Cosplay đầu tiên của Singapore tên là Tuổi siêu quậy. Anh cũng tham gia chương trình tạp kỹ trực tuyến Freshmen (来吧！上课啦) được sản xuất bởi NoonTalk Media cùng với Từ Bân.
Từ Giải thưởng Hồng Tinh năm 2013 đến năm 2016, Phùng Vỹ Trung được đề cử ở hạng mục Nhân vật nam được yêu thích nhất. Tại Giải thưởng Hồng Tinh năm 2015 anh giành giải thưởng Diễn viên mới xuất sắc nhất và được đề cử ở hạng mục Nam diễn viên phụ xuất sắc nhất và Diễn viên tiến bộ nhất. Trong Giải thưởng Hồng Tinh năm 2016, anh được trao giải Top 10 Nam nghệ sĩ hấp dẫn và tài năng nhất Singapore.
Phùng Vỹ Trung đã dành 10% tiền lương của mình để cảm ơn và chúc phúc đến những nhân viên trên trường quay.
Anh còn được biết đến là một trong Bát công tử - thế hệ nghệ sĩ trẻ triển vọng của Singapore dưới sự quản lí của tập đoàn Mediacorp.
Năm 2016, anh gia nhập công ty của Hứa Chấn Vinh có tên FrozenAge với Từ Bân.
Vào ngày 7 tháng 4 năm 2017, trong một cuộc phỏng vấn với Mediacorp's Toggle, Phùng Vỹ Trung nói rằng anh sẽ không gia hạn hợp đồng với Mediacorp để tập trung vào một doanh nghiệp mà anh đã thành lập cùng với anh trai mình. Công ty được đặt tên là Kairos Green chuyên sản xuất nhựa gỗ.
Dự án phim cuối cùng Phùng Vỹ Trung tham gia là bộ phim lãng mạn huyền bí dài 13 tập do Original Toggle có tên Từ Bắc Kinh đến Mát-xcơ-va vào năm 2018. Để hoàn thành bộ phim, anh có chuyến đi dài hai tháng tới Trung Quốc, Mông Cổ và Nga cùng với Trần Phượng Linh, Huỳnh Hà và Ngô Lợi Tuyền để quay phim. Bộ phim được chiếu trên Toggle vào tháng 6 năm 2019.
Tháng 2 năm 2019, Phùng Vỹ Trung có kế hoạch quay bộ phim tình cảm lãng mạn My One In a Million (我的万里挑一) và đảm nhận vai chính đầu tiên ở đài Channel 8, cùng với bạn diễn quen thuộc trên màn ảnh là Huỳnh Tư Điềm. Tuy nhiên, bộ phim chưa được khởi quay thì Phùng Vỹ Trung đã qua đời nên vai diễn của anh được giao lại cho nam diễn viên có trụ sở tại Bắc Kinh là Vương Quan Dật.

## Qua đời
Vào ngày 19 tháng 1 năm 2019, khi đang tham gia diễn tập quân sự bắn đạn thật mang tên Thunder Warrior tại Khu quân sự Waiouru ở New Zealand với vai trò kỹ thuật viên vũ khí của Pháo binh Singapore thuộc Tiểu đoàn 268, Phùng Vỹ Trung đã vào cabin của chiếc pháo tự hành SSPH 1 Primus để sửa chữa và bảo hành. Trong khi chẩn đoán lỗi lúc 19 giờ 05 phút theo giờ New Zealand (tức 14 giờ 05 phút giờ Singapore), nòng pháo đã tự động hạ xuống. Cơ thể của Phùng Vỹ Trung đang ở trong hướng đi của nòng pháo và không thể tách ra, kết quả là cơ thể anh bị nghiền nát và bị thương nặng nhất ở ngực và bụng.
Trong lúc còn tỉnh táo, Phùng Vỹ Trung được đưa đi bằng trực thăng đến Trung tâm y tế khu quân sự Waiouru và sau đó đến Bệnh viện Waikato để phẫu thuật bụng. Trưởng khoa chấn thương và phẫu thuật bệnh viện Trần Đốc Sinh cùng với gia đình và bạn gái của anh đã bay đến New Zealand để hỗ trợ điều trị. Mặc dù được phẫu thuật đến 3 lần và ban đầu có ý thức, nhưng sau đó tình trạng của anh đã xấu đi và phải dùng đến thiết bị y tế chuyên dụng để hỗ trợ sự sống cho tim, phổi và thận. Bộ trưởng Bộ quốc phòng Singapore ông Huỳnh Vĩnh Hùng xác nhận Phùng Vỹ Trung qua đời tại bệnh viện vào ngày 24 tháng 1 năm 2019 lúc 1 giờ 45 phút sáng theo giờ New Zealand (tức 20 giờ 45 phút ngày 23 tháng 1 năm 2019 theo giờ Singapore), 4 ngày sau tai nạn. Theo luật pháp New Zealand, trước khi thi hài có thể được hồi hương trở về Singapore, có thể thức hiện việc khám nghiệm tử thi nếu được sự cho phép từ gia đình nạn nhân, nhưng việc này đã không được tiến hành vì gia đình của Phùng Vỹ Trung không cho phép.
Thi hài của Phùng Vỹ Trung được đưa về nước vào ngày hôm sau bằng máy bay quân sự KC-135. Gia đình tổ chức lễ viếng riêng vào ngày 26 tháng 1 năm 2019. Lễ tang của Phùng Vỹ Trung được tổ chức theo nghi thức quân đội vào 15 giờ 30 phút chiều ngày 27 tháng 1 với sự có mặt của hơn 300 quân nhân thuộc Lực lượng vũ trang Singapore. Hàng ngàn người dân trên khắp Singapore đã đến viếng để bày tỏ sự kính trọng của họ, bao gồm bạn bè thân thiết, nghệ sĩ, truyền thông, chính trị gia và người hâm mộ. Quan tài của Phùng Vỹ Trung đã được chuyển đến Nhà hỏa táng Mandai vào 16 giờ 45 phút cùng ngày và hỏa táng vào buổi tối. Theo ý nguyện của Phùng Vỹ Trung lúc còn sống, vì không muốn hằng năm cha mẹ phải đến thăm mộ phần của mình nếu chẳng may mất sớm nên Phùng Vỹ Trung từng nói với gia đình mong được hải táng sau khi mất. Ngày hôm sau, tro cốt của anh được hải táng trên vùng biển ngoài khơi Đảo Ubin, Singapore.
Gia đình của Phùng Vỹ Trung cũng đã bàn giao số tro cốt còn lại cho một công ty thiết kế chuyên làm đồ trang sức kỉ niệm. Theo lời của người phụ trách công ty thông báo với truyền thông, họ nói với truyền thông rằng họ sẽ sử dụng tro của Phùng Vỹ Trung để làm hai món đồ trang sức kỉ niệm. Thứ nhất là hộp mặt dây chuyền bằng thủy tinh, tro cốt được làm thành hình trái tim đặt trong hộp mặt dây chuyền, tượng trưng cho tình yêu của gia đình dành cho anh. Và cái còn lại gia đình yêu cầu làm chuỗi hạt sâm panh vàng phong cách châu Âu, để gia đình có thể đưa anh đi bất cứ nơi đâu và bất cứ lúc nào.

### Điều tra và kết luận
Phùng Vỹ Trung là quân nhân đầu tiên bị thương do hạ nòng súng khi vận hành pháo SSPH 1 Primus theo tuyên bố của Bộ Quốc phòng Singapore trong một thông cáo truyền thông về việc làm rõ hồ sơ an toàn của xe pháo. Cái chết của Phùng Vỹ Trung làm dấy lên mối lo ngại về trách nhiệm và sự an toàn trong huấn luyện quân sự, bởi trước đó đã có 3 quân nhân qua đời trong thời gian huấn luyện. Sau cái chết của Phùng Vỹ Trung, Bộ Quốc phòng Singapore kêu gọi tạm dừng tất cả các khóa huấn luyện, bao gồm tập thể lực, chạy bộ, diễu hành và kiểm tra trình độ thể chất cá nhân, để chờ đánh giá an toàn.
Vào ngày 25 tháng 1 năm 2019, Quốc phòng Singapore đã thành lập một Ủy ban Điều tra Độc lập để điều tra cái chết của Phùng Vỹ Trung.
Ngày 11 tháng 2 năm 2019, Bộ trưởng Quốc phòng Singapore Huỳnh Vĩnh Hùng đã phải giải thích trước Quốc hội Singapore về một loạt vụ tai nạn trong lúc huấn luyện quân sự. Đồng thời, nhóm điều tra đặc biệt của Lực lượng vũ trang Singapore cũng đã điều tra về vụ tai nạn gây chết người này. Ông Huỳnh Vĩnh Hùng nói rằng mặc dù cảnh sát và tòa án Singapore không có quyền xét xử hoặc điều tra về vấn đề này, tuy nhiên tòa án quân sự có quyền xét xử vụ việc, nếu có phát hiện bất kỳ hành vi bất hợp pháp nào thì nó sẽ được đệ trình lên tòa án quân sự để xem xét và Bộ Quốc phòng cùng các lực lượng vũ trang sẽ hợp tác điều tra tất cả những sự việc có liên quan.
Vào ngày 6 tháng 5 năm 2019, Bộ trưởng Bộ Quốc phòng Singapore Huỳnh Vĩnh Hùng đã trình bày kết quả điều tra của Ủy ban Điều tra Độc lập trước Quốc hội Singapore.
Kết luận về kết quả điều tra, Ủy ban Điều tra Độc lập tin rằng vụ tai nạn là do một loạt quân nhân đều không có mặt, và quân nhân trong xe pháo lúc đó, bao gồm cả chính Phùng Vỹ Trung, đã thiếu sót trong việc xử lý vấn đề. Ông Huỳnh Vĩnh Hùng nói trong buổi trình bày rằng nếu các quân nhân có liên quan thực hiện công việc bảo trì theo đúng các yêu cầu được liệt kê trong quy định an toàn thì tai nạn này có thể sẽ không xảy ra.
Vào ngày 31 tháng 7 năm 2019, Trương Nghĩa Tường và Hoa Vận Đằng bị buộc tội theo Đạo luật Vũ trang Singapore và Bộ luật Hình sự Singapore tại tòa án quân sự vì đã có hành vi bất cẩn và cẩu thả, không tuân theo quân lệnh mà gây ra tai nạn chết người.
Vào ngày 19 tháng 11 năm 2019, họ đã nhận tội và bị kết án. Hoa Vận Đằng và Trương Nghĩa Tường bị phạt lần lượt 8.000 đô la và 7.000 đô la. Nếu không có khả năng trả tiền phạt thì họ sẽ bị bắt giam lần lượt trong 40 ngày và 35 ngày. Hoa Vận Đằng bị giáng chức từ cấp bậc Trung sĩ thứ ba xuống Hạ sĩ. Tuy nhiên, người nhà Phùng Vỹ Trung đã xin một bản án khoan hồng cho họ, với lí do là: "Một mất mát là đủ. Con trai của cha mẹ khác cũng còn có một cuộc sống ở phía trước" (One loss is enough. Other parents' sons have a life ahead of them).

### Tri ân
Ngay khi vừa qua đời, ca khúc Giọt lệ màu đen của Phùng Vỹ Trung phát hành năm 2015 đã vượt qua Hello My Love của Westlife (phát hành ngày 10 tháng 1 năm 2019) để đứng đầu bảng xếp hạng iTunes.
Một video tưởng nhớ Phùng Vỹ Trung đã được phát sóng trên Channel 8 vào ngày 31 tháng 1 năm 2019.
Vào ngày 14 tháng 4 năm 2019, một buổi tưởng niệm đặc biệt đã được thực hiện trong lễ trao giải Giải thưởng Hồng Tinh năm 2019, tại đây các nghệ sĩ gồm Từ Bân, Diệp Kính Duy, Tông Tử Kiệt và Sùng Triết biểu diễn bài hát Voices From My Heart (小人物的心声) trong khi trình chiếu phim ngắn về cuộc đời của Phùng Vỹ Trung, trong đó giọng hát của Phùng Vỹ Trung được phát ở phần mở đầu và phần kết thúc của phim ngắn. Tuy nhiên, vì sự kiện này mà việc trao Giải thưởng Truyền hình Vinh quang, một giải thưởng dành cho các nghệ sĩ có đóng góp đáng kể trong ngành, đã không được phát sóng.
Ngày 24 tháng 1 năm 2021, Hồ Giai Kỳ đã trình bày một bài hát trên mạng xã hội để tưởng nhớ hai năm ngày mất của Phùng Vỹ Trung. Đây là bài hát được cô và những người bạn viết lời Hoa dựa trên nền nhạc bài hát Eight của nữ ca sĩ Hàn Quốc IU.

## Sự nghiệp âm nhạc

### Đĩa đơn
| Năm  | Tên bài hát                          | Ghi chú             |
| ---- | ------------------------------------ | ------------------- |
| 2015 | Giọt lệ màu đen 黑色眼泪 Black Tears | Có sẵn trên Spotify |

### Nhạc phim
| Năm  | Tên phim                                                          | Tên bài hát    | Ghi chú                                                  |
| ---- | ----------------------------------------------------------------- | -------------- | -------------------------------------------------------- |
| 2015 | Sống không sợ hãi (Nhân sinh vô sở úy) 人生无所谓 Life - Fear Not | Nhất dạng 一样 | Cùng với Huỳnh Tư Điềm Nhạc chủ đề Sub-theme Song (插曲) |

### Ca khúc
| Năm  | Tên                                     | Tên tiếng Anh                           | Tên tiếng Phổ Thông  |
| ---- | --------------------------------------- | --------------------------------------- | -------------------- |
| 2015 | Album nhạc Tết thứ 15 của đài Mediacorp | MediaCorp Music Lunar New Year Album 15 | 新传媒群星金羊添吉祥 |
| 2016 | Album nhạc Tết thứ 16 của đài Mediacorp | MediaCorp Music Lunar New Year Album 16 | 新传媒群星金猴添喜庆 |

## Phim và chương trình truyền hình

### Phim điện ảnh
| Năm  | Tên phim                                            | Vai diễn     | Ghi chú   |
| ---- | --------------------------------------------------- | ------------ | --------- |
| 2012 | Mùa hè năm đó 那个夏天 Timeless                     | Morgan       | Vai phụ   |
| 2013 | Oh! Squints II                                      | Yang Dao Ren | Vai phụ   |
| 2013 | Mỗi người đều có phần 人人有份 Everybody's Business | A Minh 阿明  | Vai phụ   |
| 2016 | Tuổi siêu quậy 最佳伙扮 Young & Fabulous            | Royston Chio | Vai chính |
| 2018 | Oh! Squints III                                     | Yang Dao Ren | Vai phụ   |

### Phim truyền hình
| Năm  | Tên phim                           | Vai diễn                  |
| ---- | ---------------------------------- | ------------------------- |
| 1999 | Giáo viên là bạn                   | Bàng Đại Vỹ               |
| 2001 | Quân Nhật trở lại                  | A Bảo                     |
| 2002 | Hà Thủy Sơn                        | A Tài                     |
| 2002 | Kì nghỉ diệu kì của BBT            | Vạn Năng Giao             |
| 2003 | Ngày mai con đến                   | Đinh Vỹ Lương             |
| 2004 | Ngày mai con đến 2                 | Đinh Vỹ Lương             |
| 2004 | Tôi Yêu Nhà Tôi                    | Hứa Lập Trung             |
| 2012 | Nụ cười công lí                    | Derek                     |
| 2012 | Phải có cả hai                     | Hách Chí Kiệt             |
| 2013 | Vận may đến                        | Hách Huy Hoàng (thời trẻ) |
| 2013 | Cảnh Sát Đặc Nhiệm 2               | Giang Vĩnh Triết          |
| 2013 | Tiểu tử đương gia                  | Vương Gia Hào             |
| 2014 | Thiêu. Mại                         | Hà Thái Long              |
| 2014 | Thế giới dưới chân bạn             | Phương Dương Danh         |
| 2014 | Ngược dòng                         | Triệu Khắc Dĩ             |
| 2014 | Thính                              | Zhiguang                  |
| 2015 | Bạn cũng có thể là thiên sứ        | Lý Long Hoa               |
| 2015 | Trăm tuổi may mắn                  | Lâm Gia Nguyên            |
| 2015 | Giới hạn tình yêu                  | Aloysius                  |
| 2015 | Hổ mẹ đến rồi                      | Trần Hạo Liêm             |
| 2015 | Trưởng bối điềm tâm                | Đổng Hạo Nguyên           |
| 2015 | 118                                | Phùng Vỹ Trung            |
| 2015 | Hành trình: Quê hương của chúng ta | Hồng Quốc An              |
| 2015 | Tay trong tay                      | Hồng Mĩ Chí               |
| 2015 | Sống không sợ hãi                  | Trang Đạo Nhân            |
| 2016 | Lớp học đầu tiên                   | Lý Vịnh Huy               |
| 2016 | Thám tử chân chính                 | Giang Tiểu Đỗng           |
| 2016 | Người đàn ông đến từ sao Thủy      | Trương Nãi Y              |
| 2016 | Bạn cũng có thể là thiên sứ 2      | Lý Long Hoa               |
| 2017 | Giấc mơ mã hóa                     | Hà Kiện Minh              |
| 2017 | Bạn gái trí thức của tôi           | Trần Tường Lâm            |
| 2017 | Người trí thức                     | Trần Tường Lâm            |
| 2018 | Ma trên đường                      | Shawn Hứa Nhất Chính      |
| 2018 | Lời hứa trên cầu Cavenagh          | Jackie Kiệt Kì            |
| 2018 | Ngày mai gặp lại                   | Diệp Tri Tân              |
| 2018 | Thiết kế tình yêu                  |                           |
| 2019 | Từ Bắc Kinh đến Mát-xcơ-va         | Kenneth                   |

### Chính kịch
| Năm  | Tên phim                           | Vai diễn | Ghi chú                                                                |
| ---- | ---------------------------------- | -------- | ---------------------------------------------------------------------- |
| 2015 | Hai chàng trai và một nàng tiên cá | Arron    | Vai chính Đóng cặp với Kim Tụng Y Vai diễn nói bằng tiếng Anh đầu tiên |

## Giải thưởng
| Năm  | Giải thưởng                    | Hạng mục | Tác phẩm                                       | Kết quả   |
| ---- | ------------------------------ | --- | ---------------------------------------------- | --------- |
| 2003 | Giải thưởng Hồng Tinh năm 2003 | Tài năng nhí xuất sắc nhất                                                                                                 | Ngày mai con đến (vai Đinh Vỹ Lương)           | Đề cử     |
| 2013 | Giải thưởng Hồng Tinh năm 2013 | Nhân vật nam được yêu thích nhất                                                                                           | Phải có cả hai (vai Hách Chí Kiệt)             | Đề cử     |
| 2014 | Giải thưởng Hồng Tinh năm 2014 | Nhân vật nam được yêu thích nhất                                                                                           | Tiểu tử đương gia (vai Vương Gia Hào)          | Đề cử     |
| 2015 | Giải thưởng Hồng Tinh năm 2015 | Nghệ sĩ nổi tiếng nhất khu vực Indonesia                                                                                   | —                                              | Đề cử     |
| 2015 | Giải thưởng Hồng Tinh năm 2015 | Nhân vật nam được yêu thích nhất                                                                                           | Thế giới dưới chân bạn (vai Phương Dương Danh) | Đề cử     |
| 2015 | Giải thưởng Hồng Tinh năm 2015 | Nam diễn viên phụ xuất sắc nhất                                                                                            | Ngược dòng (vai Triệu Khắc Dĩ)                 | Đề cử     |
| 2015 | Giải thưởng Hồng Tinh năm 2015 | Diễn viên tiến bộ nhất | Ngược dòng (vai Triệu Khắc Dĩ)                 | Đề cử     |
| 2015 | Giải thưởng Hồng Tinh năm 2015 | Diễn viên mới xuất sắc nhất                                                                                                | —                                              | Đoạt giải |
| 2015 | Giải thưởng Hồng Tinh năm 2015 | Giải thưởng Toggle cho nghệ sĩ nổi bật nhất trong Bát công tử Toggle Outstanding Duke Award                                | —                                              | Đề cử     |
| 2016 | Giải thưởng Hồng Tinh năm 2016 | Top 10 Nam nghệ sĩ được yêu thích nhất nhất                                                                                | —                                              | Đoạt giải |
| 2016 | Giải thưởng Hồng Tinh năm 2016 | Giải thưởng Toggle cho cặp đôi bạn thân nổi tiếng được yêu thích nhất Toggle Most Beloved Celebrity BFF award (với Từ Bân) | —                                              | Đề cử     |
| 2018 | Giải thưởng Hồng Tinh năm 2018 | Top 10 Nam nghệ sĩ được yêu thích nhất                                                                                     | —                                              | Đề cử     |